# 建筑美学
建筑美学是对建筑物及其环境进行审美评价的学科，該學科對於建築的設計會產生影響。建築美學最主要牽涉的問題是，什麼樣的建築才是美的，各個時代或建築派別對於美有不同的看法，例如均衡、對稱、巨大感、線條感、與實際生活的配合等都是建築美學可能考量的因素。